# Bénéharnais
Les Bénéharnais (ou Venarni, en latin Beneharnensis) étaient un peuple protohistorique et de l'Antiquité occupant un territoire correspondant à l'actuel Béarn, dans les Pyrénées occidentales et proche de l'océan Atlantique.

## Histoire
Selon Paul-Marie Duval, le nom antique des Bénéharnais, est de Venami donné par Pline dans sa liste des peuples d'Aquitaine (Histoire naturelle, IV, 108-109).
Selon Pierre de Marca, le nom Venarni serait une transcription erronée de  Venami.
Les Venarni était un peuple aquitain (proto-basque) qui a légué son nom à la cité antique de Beneharnum, l'actuel Lescar situé à sept kilomètres à l'ouest de Pau. Cette cité de Beneharnum a laissé son nom à la province du Béarn. En 2023, des fouilles remettent en question l'emplacement de Beneharnum.
Leur territoire était situé au niveau de la traversée des Pyrénées permettant de rejoindre Caesaraugusta (Saragosse) et la province Tarraconaise.
Les Bénéharnais avaient pour voisins les Tarbelles à l'ouest, les Iluronenses au sud, les Tarusates au nord et les Bigerrions à l'est.

## Capitale
En 2023, des fouilles archéologiques à Labastide-Monréjeau sur le site de l'ancienne capitale des Venarni sur le site de l'oppidum de Castéra ont permis d'apporter un éclairage nouveau sur l'emplacement de Beneharnum. Entre -150 av. J-C et l'an 0, cette ville abritait entre 3 000 et 5 000 habitants. La deuxième campagne de fouilles a confirmé que le site était la capitale des ancêtres gaulois des Béarnais: Beneharnum. Les remparts de 1,2 kilomètre de long et de 8 mètres de haut ont renforcé cette conclusion. Les fouilles ont révélé un réseau complexe de rues dans un espace densément peuplé, avec des maisons en bois et en argile. La présence d'amphores de vin italien attestent de l'importance économique de la ville. Si la conquête romaine n'avait pas eu lieu, Labastide-Monréjeau pourrait toujours être la capitale politique, économique et culturelle du Béarn. Les archéologues envisagent une nouvelle campagne pour mettre en valeur les remparts et fouiller l'une des portes.